# 梅尔切纳斯科
梅尔切纳斯科（義大利語：Mercenasco），是意大利都灵省的一个市镇。总面积12平方公里，人口1257人，人口密度104.8人/平方公里（2009年）。ISTAT代码为001150。